# Myeong-Hee Yu
Myeong-Hee Yu (유명희) (Seúl., 1954) es una microbióloga surcoreana. Dirige sus investigaciones al instituto de investigación biomédica del instituto coreano de las ciencias y de la tecnología. 

## Carrera
Estudió microbiología a la universidad nacional de Seúl en 1976. En 1981 hizo un doctorado en microbiología en la Universidad de California en Berkeley. En 1985, hizo un postdocorado en el Instituto de Tecnología de Massachusetts. Sus trabajos de investigaciones se basan principalmente sobre las estructuras y el plegamiento del alpha 1-antitrypsine, una proteína de la familia de las serpinas. Sus investigaciones han permitido mejor comprender el déficit en alpha 1-antitrypsine y otras enfermedades genéticas. Ha sido recompensada para estos trabajos por el Premio L'Oréal-UNESCO a Mujeres en Ciencia en 1998.
Sus investigaciones han llevado igualmente sobre los aminoácidos que pueden suprimir ciertas mutaciones, tales que la mutación del gen TSF que resulta ser ser un error de plegamiento. Con su equipo de investigaciones, ha breveté la mutéine de la alpha 1-antitrypsine con un puente disulfure y el método para prepararla.
Sus trabajos han sido publicados en revistas científicas internacionales tales que Nature, Journal of Proteome Research, Proceedings of the Nacional Academy of Ciencias, Journal of Molecular Biology, Journal of Biological Chemistry y BMB Reports.
Fue consejera científica para el futuro de Corea del Sur del presidente Lee Myung-bak entre 2010 y 2013. En 2014 hizo un máster en Derecho a la Universidad del Noroeste.
Dirige desde 2002 dirige el programa 21st Century Frontier R&D y el centro de proteómico funcional.

## Premios
- 1998: Premio L'Oréal-UNESCO a Mujeres en Ciencia
- 2001: Premio cultural de la ciudad de Seúl
- 2002: Miembro de La academia coreana de ciencias y tecnología
- 2004: Medalla Ungbi por el ejecutivo Surcoreano[1]